# Уряд Руанди
Уряд Руанди — вищий орган виконавчої влади Руанди.

## Голова уряду
- Прем'єр-міністр — Анастас Мурекезі (англ. Anastase Murekezi).

## Кабінет міністрів
Склад чинного уряду подано станом на 11 жовтня 2016 року.
| Логотип | Міністерство                                                                  | Міністр                                           | Фото | Час на посаді | Час на посаді | Партія | Партія | Вебсайт |
| ------- | ----------------------------------------------------------------------------- | ------------------------------------------------- | ---- | ------------- | ------------- | ------ | ------ | ------- |
|         | Міністерство державної служби                                                 | Юдіт Увізеє (Judith Uwizeye)                      |      |               |               |        |        |         |
|         | Міністерство закордонних справ і регіонального співробітництва                | Луїс Мушиківабо (Louise Mushikiwabo)              |      |               |               |        |        |         |
|         | Міністерство інфраструктури                                                   | Джеймс Мусоні (James Musoni)                      |      |               |               |        |        |         |
|         | Міністерство молоді, інформації та телекомунікаційних технологій              | Жан Філібер Нсенгімана (Jean Philbert Nsengimana) |      |               |               |        |        |         |
|         | Міністерство місцевого самоврядування                                         | Франсіс Кабонека (Francis Kaboneka)               |      |               |               |        |        |         |
|         | Міністерство надзвичайних ситуацій і справ біженців                           | Серафін Мукантабана (Serafine Mukantabana)        |      |               |               |        |        |         |
|         | Міністерство оборони та національної безпеки                                  | генерал Джеймс Кабаребе (James Kabarebe)          |      |               |               |        |        |         |
|         | Міністерство освіти                                                           | Папіас Малімба Мусафірі (Papias Malimba Musafiri) |      |               |               |        |        |         |
|         | Міністерство охорони здоров'я                                                 | Діана Гашумба (Diane Gashumba)                    |      |               |               |        |        |         |
|         | Міністерство природних ресурсів                                               | Вінсен Бірута (Vincent Biruta)                    |      |               |               |        |        |         |
|         | Міністерство спорту і культури                                                | Жульєн Уваку (Julienne Uwacu)                     |      |               |               |        |        |         |
|         | Міністерство сільського господарства та тваринних ресурсів                    | Жеральдін Мукешимана (Geraldine Mukeshimana)      |      |               |               |        |        |         |
|         | Міністерство сім'ї та гендеру                                                 | Есперансе Ньїрасафарі (Esperance Nyirasafari)     |      |               |               |        |        |         |
|         | Міністерство торгівлі, промисловості та справ Східно-Африканського товариства | Франсуа Канімба (Francois Kanimba)                |      |               |               |        |        |         |
|         | Міністерство фінансів та економічного планування                              | Клав'є Гатете (Claver Gatete)                     |      |               |               |        |        |         |
|         | Міністерство юстиції                                                          | Джонстон Бусіньє (Johnston Busingye)              |      |               |               |        |        |         |
|         | Міністр кабінету міністрів                                                    | Стелла Форд Мугабо (Stella Ford Mugabo)           |      |               |               |        |        |         |
|         | Міністр офісу президента                                                      | Венатіна Тугіреєзу (Venatina Tugireyezu)          |      |               |               |        |        |         |
|         | Голова торгово-промислової палати Руанди                                      | Франсіс Гатаре (Francis Gatare)                   |      |               |               |        |        |         |

### Державні міністри
| Посада                                               | Особа                                          | Фото | Час на посаді | Час на посаді | Партія | Партія |
| ---------------------------------------------------- | ---------------------------------------------- | ---- | ------------- | ------------- | ------ | ------ |
| Державний міністр сільського господарства            | Фульгенс Нсенгіюмва (Fulgence Nsengiyumva)     |      |               |               |        |        |
| Державний міністр конституційних і правових відносин | Евод Умізеїмана (Evode Uwizeyimana)            |      |               |               |        |        |
| Державний міністр економічного планування            | Уззієль Ндагіджимана (Uzziel Ndagijimana)      |      |               |               |        |        |
| Державний міністр енергетики і вод                   | Жермен Камаїресе (Germaine Kamayirese)         |      |               |               |        |        |
| Державний міністр початкової та середньої освіти     | Ісаак Муняказі (Isaac Munyakazi)               |      |               |               |        |        |
| Державний міністр охорони здоров'я                   | Патрік Ндімубанзі (Patrick Ndimubanzi)         |      |               |               |        |        |
| Державний міністр соціальної політики                | Алвера Мукабарамба (Alvera Mukabaramba)        |      |               |               |        |        |
| Державний міністр соціоекономічного розвитку         | Вінсен Муньєшака (Vincent Munyeshaka)          |      |               |               |        |        |
| Державний міністр професійної освіти                 | Олів'є Рвамуквая (Olivier Rwamukwaya)          |      |               |               |        |        |
| Державний міністр транспорту                         | Алексіс Нзахабванімана (Alexis Nzahabwanimana) |      |               |               |        |        |
| Державний міністр у справах кооперації               | Євген-Рішар Гасана (Eugene-Richard Gasana)     |      |               |               |        |        |